# Немировский, Леопольд

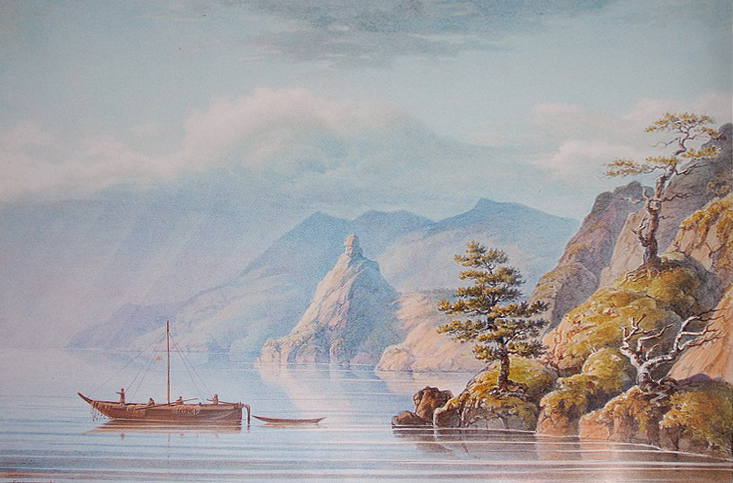
Озеро Байкал. Скала Малая Колокольня в Бухте Песчаной. 1840—1850.

Леопольд Немиро́вский (пол. Leopold Niemirowski; 1810, с. Тагачин, Волынской губернии — декабрь 1883, г. Любомль на Волыни) — живописец, путешественник, каторжанин, участник польского национально-освободительного движения. Близкий друг декабристов Николая Бестужева и ссыльного князя С. Волконского.

## Биография
После окончания школы в Луцке, изучал право в Виленском университете.
Участник заговора Петра Высоцкого, а затем Польского восстания 1830 года. В сражении под Остроленкой между повстанцами и русскими войсками в 1831, находясь в полку уланов, был ранен, сумел перейти границу и скрыться в Галиции (тогда Австрийская империя). Поселился во Львове. Вскоре вернулся на Волынь, где бы арестован царскими властями и доставлен в Киев, где отбывал тюремное заключение.
В 1836 был амнистирован, однако освободившись, продолжил конспиративную деятельность. Участвовал в деятельности революционного «Союза польского народа» по подготовке нового восстания, созданного польским радикалом Шимоном Конарским. Вновь арестованный в Одессе, приговором киевского суда 14 февраля 1839 приговорён к смертной казни. Позже смертный приговор был заменён на 20 лет каторги. Отправленный пешим этапом, прибыл в Иркутск 29 октября 1839 г. Отослан в работу в Тельминскую казенную фабрику, в январе 1840 г. «перечислен» в Иркутский солеваренный завод в Усолье.
Однажды, управляющий солеварней обратил внимание на талант Немировского к рисованию, освободил его от общих работ и поручил ему учить рисованию своих детей. О таланте Немировского стало известно и генерал-губернатору Восточной Сибири В. Я. Руперту.
В ноябре 1843 г. он был освобождён от каторжных работ и переведен на поселение (официально причислен в селение Окинино (Акинино) Жилкинской волости Иркутского округа).
В 1844 Немировский был включен в качестве рисовальщика в состав экспедиции, которая по заданию Русского географического общества, направлялась по реке Лене и Якутии к Охотскому морю и на Камчатку для исследований территорий, населённых коряками, якутами и чукчами. В экспедиции, вернувшейся в Иркутск в июле 1845 г., он вёл подробный «Дневник путешествия», выполнил большое количество рисунков акварелью и карандашом — пейзажей, типов аборигенов, их жилищ, одежд, предметов быта. Часть рисунков, выполненных Л. Немировским попала в Англию, где с них были сделаны гравюры на металле и издан альбом.
В 1846 по разрешению В. Я. Руперта Немировский совершил поездку «В Забайкальский край для заработков сроком на четыре месяца». В 1848 в качестве рисовальщика сопровождал экспедицию Ю. Штубендорфа к карагасам (тофаларам).
В 1847—1848 осужденные по делу Шимона Конарского были переведены в европейскую часть Российской империи и поселены в Тамбове.
В 1856 был издан альбом «Путешествие по Восточной Сибири» с картинами и рисунками Леопольда Немировского. Учитывая статус политзаключенного, авторство указано не было. Альбом подготовил руководитель экспедиции, член сенаторской ревизии Восточной Сибири И. Д. Булычов.
После 18-летнего заключения в 1857 Л. Немировский был амнистирован и поселился в Иркутске. Находясь в Сибири он встретился и подружился с ссыльными декабристами Николаем и Михаилом Бестужевыми.
Л. Немировский предпринял ряд экспедиций и путешествий в глубинные районы восточной России. Проживая в Иркутске, давал уроки рисования, писал портреты знатных жителей города и польских ссыльных.
В конце жизни вернулся на Волынь.
Устраивал персональные выставки в Париже (1867), в Кракове (1873), в Варшаве (1870, 1883).
Работы Л. Немировского находятся сейчас в коллекциях музеев Варшавы (Национальный музей), Парижа, Москвы.

## Галерея

Картины и рисунки Л. Немировского
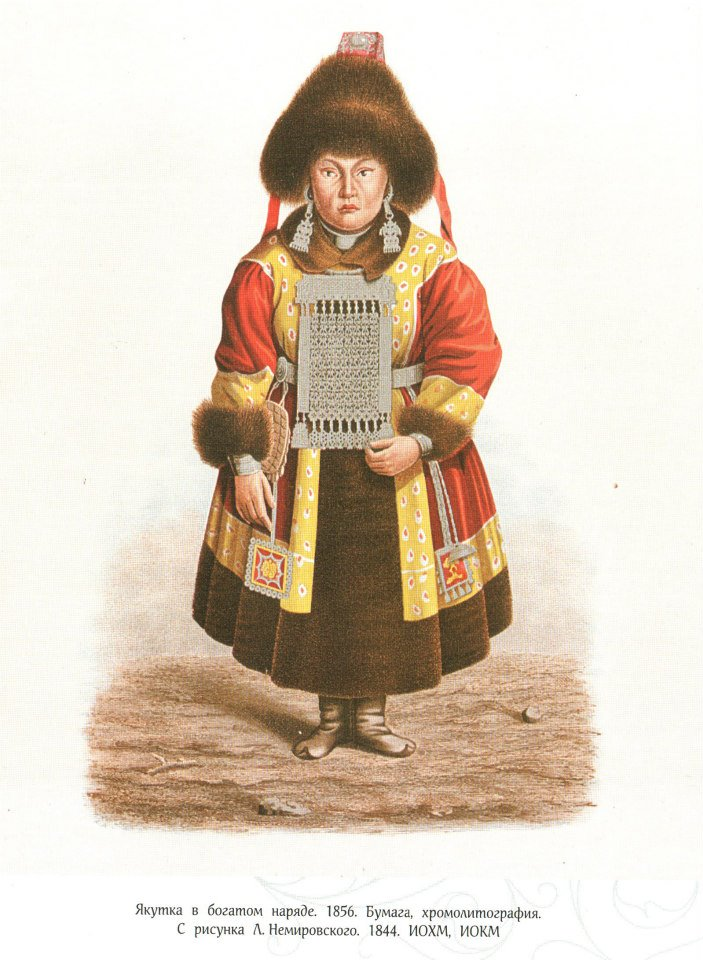
Якутка в богатом наряде. 1856
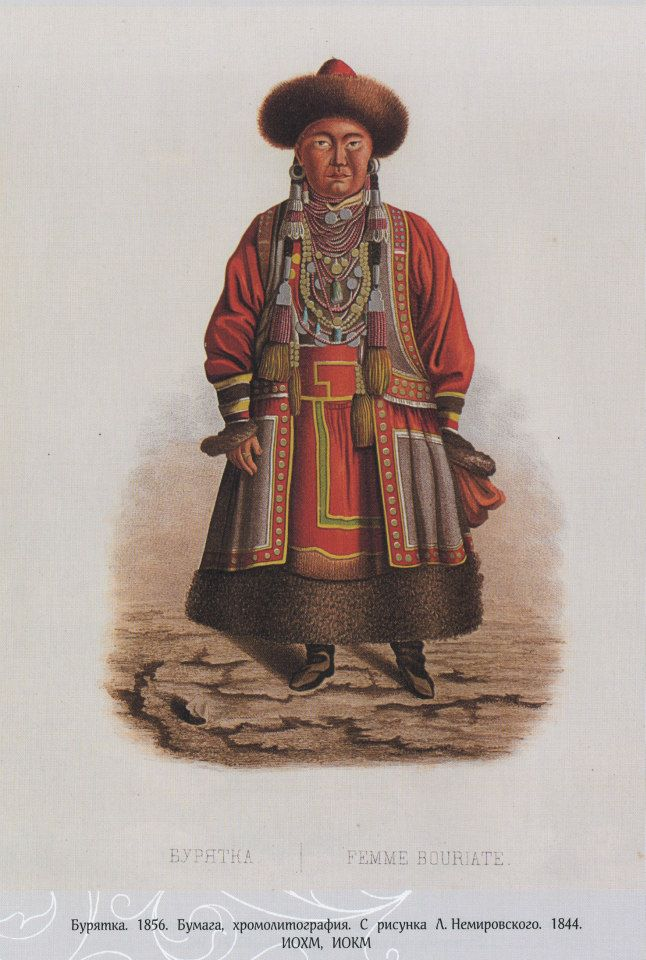
Бурятка. 1856
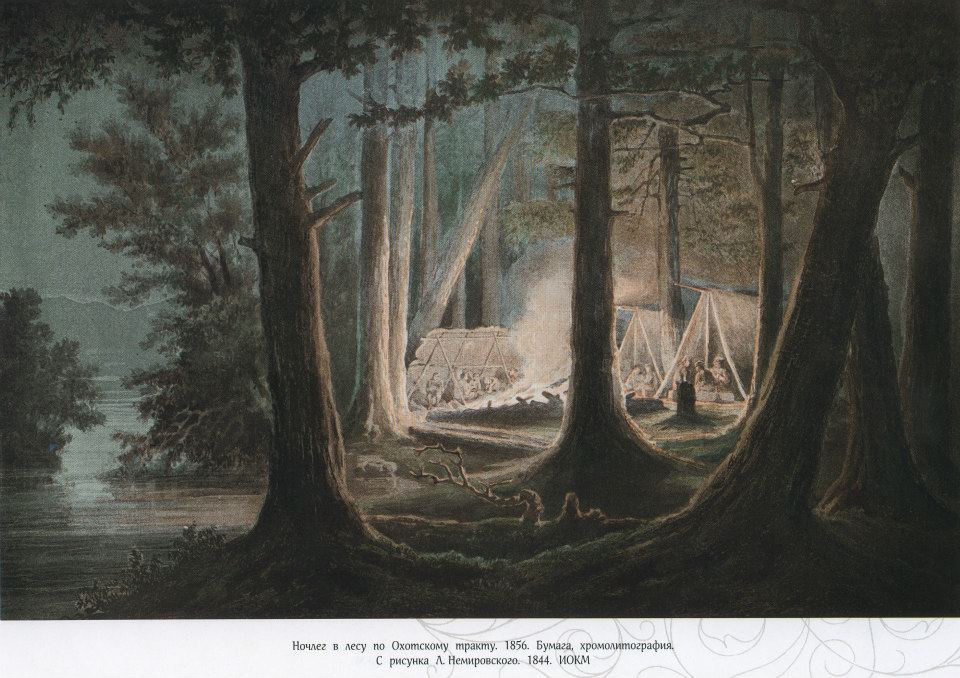
Ночлег в лесу по Охотскому тракту.
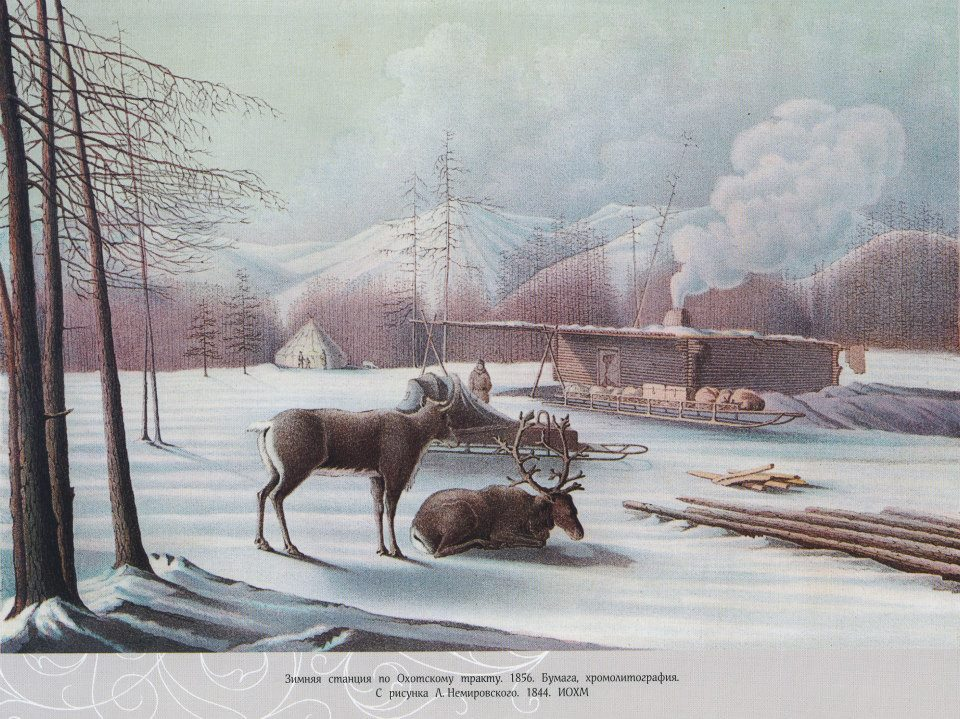
Зимняя станция по Охотскому тракту.